# Román Kachánov (hijo)
Román Románovich Kachánov (ruso: Роман Романович Качанов) o, simplemente, Roman Kachanov (Moscú, URSS, 17 de enero de 1967). Director de cine, guionista, actor, hijo del animador Román Kachánov. Director y guionista de las películas DMB, Down House, Vaso, Aryeh, Gena Beton y otras. Según las encuestas de la revista Afisha y la plataforma de blogs LiveJournal.com, las películas están incluidas entre las 100 mejores películas de la Federación Rusa y las 100 mejores películas de todos los tiempos en ruso.

## Biografía

### Primeros años
Nacido el 17 de enero de 1967 en Moscú en la calle Novaya Basmannaya. Cuando Roman tenía dos años, la familia se mudó a Kuntsevo.
Comenzó a trabajar a los 14 años: primero como cartero, luego como secretario literario del escritor Kir Bulychev. En 1982-1984, mientras estudiaba en una escuela nocturna, como estudiante libre, tomó un curso de dirección en los Cursos Superiores de Dirección.

### Años de estudiante
En 1984 ingresó al VGIK en el departamento de guion, en el taller de K. K. Paramonova. En el mismo año, en el periódico VGIK "The Way to the Screen" publicó la historia "Wonders of Technology", que inició su carrera como escritor. En 1985, en el estudio Soyuzmultfilm, se filmó una caricatura llamada Milagros de la tecnología basada en esta historia. En el mismo año, escribió la letra de la canción "Paper Dove" (compositor Vladimir Shainsky).
En 1987 escribió la obra Karpusha. En 1988, en Soyuzmultfilm, se filmó una caricatura del mismo nombre basada en esta obra. Más tarde, se publicó un libro del mismo nombre.
Como escritor, trabaja principalmente bajo el seudónimo de R. Gubin, para no confundirlo con su padre, también Roman Kachanov.
En 1988, escribió el guion del debut corto de Ivan Okhlobystin, "Nonsense. Una historia sobre nada".
En VGIK, Kachanov estudió en el mismo curso con Renata Litvinova y Arkady Vysotsky. Al mismo tiempo, estudiaron en cursos paralelos: dirección: Fyodor Bondarchuk, Alexander Bashirov, Ivan Okhlobystin, Tigran Keosayan, Bakhtiyor Khudoynazarov, Rashid Nugmanov, operador de cámara: Maxim Osadchiy y Mijaíl Mukasey; Artístico - Ekaterina Zaletaeva. Con muchos de ellos, Kachanov continuó posteriormente la amistad y la cooperación. En 1989 se graduó de VGIK.

### Años 1990
En 1991, dirigió la película "No me preguntes nada". La película fue protagonizada por actores como Juozas Budraitis, Emmanuil Vitorgan, Nina Ruslanova, Natalya Krachkovskaya y, entre los jóvenes actores, Irina Feofanova, Maryana Polteva. El director de fotografía fue Valentin Zheleznyakov, el compositor fue Yuri Saulsky. Debido a las dificultades económicas que surgieron tras el colapso de la URSS, la película se estrenó recién en 1995. La crítica refiere la película al "cine fisiológico":

De hecho, ¿por qué el comer, el lagrimeo y el coito aparecen de vez en cuando en la pantalla, y por qué son más significativos y cinematográficos que toser, moquear, vomitar, orinar, defecar y eyacular? [...] Y el centro de atracción de los personajes [de la película] se convierte en un laboratorio donde se hacen las pruebas de espermograma.

De una reseña de la película en la Enciclopedia del cine de Cirilo y Metodio.
Según la cronología del lanzamiento en las pantallas, el debut de Kachanov fue la película "Monstruo", terminada en 1993. La película fue producida en la Creative Association "Screen". Según Kachanov, el productor Menahem Golan desempeñó un papel importante en la implementación de este proyecto:

Golan luego filmó en Moscú en los años 90 Chicago en los años 30. Llame a la película "Mad Dog Coll" . Era el invierno de 1991/1992. El escenario de la película Golan estaba en los pabellones de Ostankino [...] Rublos soviéticos luego se convirtieron en papel. El dinero [para la película] era muy necesario. Descubrí dónde estaba su habitación en Ostankino. […] Me respondió que no me daría dinero, pero que me podía ayudar de otras maneras. Dijo que no desmantelaría los pabellones y la escenografía hasta el final del montaje de su película, es decir, otros ocho meses. La escenografía permanecerá en los pabellones sin desarmar ni tocar con accesorios (muebles, alfombras, flores falsas en jarrones, etc.). Dijo que puedo disparar en ellos gratis. [...] Después de nuestro primer y último encuentro de diez minutos con su escenario y pabellones, [Golan] cortó el 80-90% del presupuesto de mi película para mí. [once]

Los papeles principales en la película fueron interpretados por Nikita Vysotsky y la cantante de rock estadounidense Joanna Stingray.
La película se estrenó en 1994 en el cine Oktyabr, en la Casa Central del Cine, en el Canal 1 Ostankino y en el festival Kinotavr (programa de competencia). El periódico "Kommersant" escribió entonces:

De esta serie de narrativas cinematográficas severamente serias sobre la lucha entre el bien y el mal, surge claramente la película Freak de Roman Kachanov, filmada según un excelente guión de Ivan Okhlobystin. [...] "Freak" es un gran ejemplo del engaño de la comedia rusa, demostrando que no hay nada más divertido que dar miedo. [...] Se hizo, por así decirlo, con un susto de lo que sucede alrededor, pero es tan fácil y tan divertido que no hay rastro de ese susto en la final

Inna Tkachenko, “No hay nada más divertido que la lucha entre el bien y el mal”, periódico Kommersant, 02/06/1994
De 1993 a 1997 filmó comerciales y un video musical.
En 1998, dirigió la película de bajo presupuesto Maximilian. Los papeles principales en la película fueron interpretados por Alexander Demidov (Cuarteto I), Emmanuil Vitorgan, Nikita Vysotsky, Evgeny Dvorzhetsky, Ivan Okhlobystin y otros. La música fue escrita por Pavel Molchanov (grupo de rock "Time-Out").

### Años 2000
En 2000, Kachanov realizó la película "DMB", que cuenta la historia de tres jóvenes que se encuentran en el servicio militar. Por primera vez, en la película participaron jóvenes actores: Stanislav Duzhnikov, Mijaíl Petrovsky, Pyotr Korshunkov, Alexei Panin, Mijaíl Vladimirov y otros. También en la película estaban las estrellas del cine soviético: Viktor Pavlov, Juozas Budraitis, Alexander Belyavsky, Sergey Artsybashev, y Vladimir Shainsky interpretó el papel del general veterano. La música de la película fue escrita por Pavel Molchanov. La banda sonora de la película también incluye canciones de las bandas de rock Bakhyt-Kompot, Time-Out, Crematorium, Mango-Mango. La película se convirtió en participante de festivales rusos e internacionales. Muchos de ellos fueron marcados con premios y diplomas. En el festival Kinotavr, la película recibió el premio FIPRESCI (International Film Press Federation) con el texto:

Por su humor y por la mirada irónica sobre la sociedad rusa que permite superar tragedias de la vida cotidiana y puede abrir puertas al nuevo cine.

FIPRESCI
El director A. Uchitel y el crítico L. Maslova no estuvieron de acuerdo con el reconocimiento de la película por parte del Gremio de Críticos de Cine de Rusia y la Federación Internacional de Prensa Cinematográfica:

La justa crítica del maestro corrosivo provocó que la película "DMB" de Roman Kachanov fuera galardonada con el premio del gremio de críticos de cine y críticos de cine y el premio FIPRESCI. "Resulta que a los críticos les encantan los chistes. Lo tendré en cuenta la próxima vez", prometió Teacher. De hecho, es difícil explicar la adjudicación de "DMB" con otra cosa que no sea el amor por el humor crudo del soldado: esta imagen no representa ningún valor cinematográfico, y lo que los críticos extranjeros entendieron en ella es generalmente un misterio.

Lydia Maslova, Kommersant 16/06/2000
Los estrenos de la película se llevaron a cabo en el cine Pushkinsky, la Casa Central del Cine, el primer cine múltiplex en Rusia, el múltiplex de la red Karo en la calle Sheremetyevskaya en Moscú, inaugurado con la película DMB. El estreno televisivo tuvo lugar en el canal RTR TV [fuente no especificada 671 días] Posteriormente, la película recibe un amplio reconocimiento por parte del público. La película se dividió en citas, réplicas y diálogos de la película de Kachanov se incluyen en el uso coloquial. Con el desarrollo de Internet, las escenas y capturas de pantalla de la película se convierten en memes de Internet. A raíz del éxito de la película, sin la participación de Kachanov, se rodó una serie de televisión que no repitió ni una fracción del reconocimiento de la película.
Posteriormente, la prensa y el público reconocieron la película "DMB" como de culto. Según una encuesta de la revista Afisha, la película se incluyó entre las 100 mejores películas rusas.
En 2001, Kachanov dirigió la película Down House basada en la novela El idiota de Dostoievski. La banda sonora de la película incluye obras de bandas e intérpretes como Nike Borzov, DJ Groove, "Spring on Karl Johan Street", "NetSlov", "Knife for Frau Müller", "Underwood". En la película "Down House" por primera vez en el nuevo cine ruso después de un largo descanso, interpretó a la actriz polaca Barbara Brylska. En la película, el actor Fyodor Bondarchuk interpretó su primer papel importante. Los actores no profesionales Andrey Vasiliev (editor jefe del periódico Kommersant), Artemy Troitsky (editor jefe de la revista Playboy), Miron Chernenko (presidente del Gremio de Críticos de Cine de Rusia) y otros protagonizaron pequeños papeles.
Inmediatamente después del estreno de la película "Down House" fue aplastado por la crítica y la prensa cinematográfica. Sin embargo, con el tiempo, Down House, al igual que la película DMB, fue reconocida como un culto[30][31][32] y también fue desmantelada en citas y memes de Internet.
Más tarde, según una encuesta de LiveJournal.com, Down House se incluyó entre las 100 mejores películas en ruso de todos los tiempos [3]. Y según la revista "Kinoprotsess" fue declarada la mejor película en ruso en 2001[33].
En 2002, Kachanov comenzó a implementar un importante proyecto cinematográfico "Arie", cuya trama se desarrolla en diferentes épocas y países. La producción de la película tomó más de dos años y se completó en 2004. Compañías cinematográficas extranjeras participaron en la producción de la película, la parte rusa estuvo representada por Film Studio. Gorki. La película es participante y ganadora de festivales de cine nacionales y extranjeros. El rodaje tuvo lugar en Rusia, Lituania e Israel. El papel principal fue interpretado por el actor polaco Jerzy Stuhr. A diferencia de otras películas de Kachanov, la película "Arie" no parece una comedia, sus giros argumentales son muy dramáticos, pero Kachanov, sin embargo, insiste en que se trata de una comedia.
En 2005, se estrenó la película de 8 episodios "Taking Tarantino". La película fue interpretada por Pyotr Fedorov, Lyudmila Gurchenko, Bogdan Stupka, Pavel Derevyanko, Igor Zolotovitsky y otros.
En 2007, Kachanov dirigió la película Tumbler, una comedia deportiva sobre el boxeo. Varios papeles en la película no fueron interpretados por actores profesionales, sino por boxeadores deportistas: Noel Andreson, Vitaly Kachanovsky y otros.

### Años 2010
En 2008, comenzó a dirigir la película Gene Beton, y en 2009, en pleno rodaje, un inversor privado se declaró insolvente. La película está protagonizada por Gosha Kutsenko, Renata Litvinova, Sergei Shnurov, Fyodor Bondarchuk, Alika Smekhova, Ivan Okhlobystin, Alexei Panin, Konstantin Murzenko, Anna Samokhina, Andrey Vasiliev, Artemy Troitsky, Olga Arntgolts, Andrey Fedortsov, Artur Vakha y otros. La producción de la película continuó hasta 2014. En octubre del mismo año tuvo lugar el estreno de la película.

### Años 2020
En el otoño del 2020, comenzó a filmar el largometraje March of the Dawn. Ivan Semyonov, Garik Sukachev, Artemy Troitsky, Nike Borzov, Zhanna Aguzarova, Anfisa Wistingauzen, Alexandra Kiselyova, Varvara Komarova, Semyon Liseychev, Felix Bondarev, Kuzma Kotrelev y otros actuaron en la película. La película está programada tentativamente para estrenarse en otoño de 2021.

## Salida de Rusia
En la primavera de 2022, Roman Kachanov habló condenando la invasión rusa de Ucrania y expresó su apoyo al pueblo de Ucrania. Kachanov describió su posición en una entrevista con los periodistas ucranianos Dmitry Gordon y Alesya Batsman, la periodista rusa Ksenia Larina, en una entrevista con el bloguero y político Mark Feygin, y en otras entrevistas. Roman Kachanov rechazó el estreno y distribución cinematográfica de su nueva película "Marcha del Alba" Rusia, en relación con esto formuló que no quería llevar a cabo una "tapa de información para la invasión" de esta manera.

## Familia
- Padre - Román Kachánov (1921-1993), director y animador
- Madre - Gara Kachanova (1929-1993), ingeniera y economista
- Esposa (1998-2003; divorcio) - Anna Buklovskaya, actriz
  - Hija - Polina (nacida en 1998)
  - Hija - Alexandra (nacida en 1999)
- Esposa (desde 2007) - Angelina Chernova, actriz
  - Hija - Gara (nacida 2004)
  - Hija - Dina (nacida en 2007)

## Premios y reconocimientos
- 2000 - DMB - Premio FIPRESCI en la ORFF de Sochi "Por su humor y por la mirada irónica sobre la sociedad rusa que permite superar las tragedias de la vida cotidiana y puede abrir las puertas al nuevo cine";[35]
- 2000 - DMB - el premio del Gremio de críticos de cine y críticos de cine "Elefante blanco" en el ORFF en Sochi;
- 2000 - DMB - Premio Golden Aries "Al mejor guión";
- 2001 - Down House - premio especial del jurado en el ORFF de Sochi "Por la búsqueda de un nuevo lenguaje cinematográfico";
- 2001 - Down House - Festival de cine ruso "Literatura y cine" en Gatchina Premio especial del jurado "Por el manejo sin precedentes de la novela de F. M. Dostoievski" El idiota "";
- 2004 - Arie - Festival de cine ruso "Amur Autumn" en Blagoveshchensk "Para la mejor película";
- 2009 - Down House - la mejor película rusa de 2001 según la revista "Kinoprotsess";[36]
- 2012 - Down House: según los usuarios de LiveJournal, la película se incluyó entre las "100 mejores películas rusas de todos los tiempos";[3]
- 2013 - certificado de honor del Ministerio de Cultura de la Federación Rusa "Por una gran contribución al desarrollo de la cinematografía nacional, muchos años de fructífero trabajo";
- 2013 - DMB - según la revista Afisha, la película se incluyó en las "100 principales películas rusas: 1992-2013";[1]
- 2014 - Gena Beton - premio al mejor director "Por la nitidez del ojo y la excentricidad de la encarnación" en el festival "Sonrisa, Rusia";
- 2014 - Gena Beton - el premio de la prensa cinematográfica, críticos de cine y expertos en cine "Por la superación exitosa del largo viaje hacia la audiencia y el excelente elenco" en el festival "Sonríe, Rusia".

## Filmografía

### Como actor
1. 1981 - El misterio del tercer planeta (Тайна третьей планеты, 1982) - Ushan, quien le dio Skliss a Seleznev (voz)
2. 1989 - Wavebreaker - transeúnte
3. 1991 - No me preguntes nada - visitante de laboratorio
4. 2000 - DMB - Capitán Lieberman
5. 2014 - Gena Beton - asesino

### Como director
1. 1991 - No me preguntes nada
2. 1993 - Monstruo
3. 1999 - Maximiliano
4. 2000 - DMB
5. 2001 - Down House
6. 2004 - Arieh
7. 2006 - Toma Tarantina
8. 2007 - Vaso
9. 2014 - Gena Beton
10. 2017 - Dolzhok
11. 2017 - Intercambio
12. 2022 - Marcha del Alba
13. 2024 - Alegria

### Como guionista
1. 1986 - Milagros de la tecnología
2. 1988 - Karpusha
3. 1988 - Tonterías. historia sobre nada
4. 1990 - Alien Vanyusha
5. 1991 - Vanyusha y el pirata espacial
6. 1991 - No me preguntes nada
7. 1992 - Glasha y Kikimora
8. 1993 - Vanyusha y el gigante
9. 2000 - DMB
10. 2001 - Down House
11. 2004 - Arieh
12. 2007 - Vaso
13. 2014 - Gena Beton
14. 2014 - Masa tili-tili
15. 2015 - Señores de los sueños
16. 2017 - Intercambio
17. 2022 - Marcha del Alba
18. 2024 - Alegria

### Como productor
1. 2017 - Intercambio
2. 2022 - Marcha del Alba
3. 2024 - Alegria